# Вълчо Иванов
 Тази статия е за политика Вълчо Иванов.  За певеца вижте Вълчо Иванов (певец).  
Вълчо Иванов е български политик от БКП.

## Биография
Вълчо Иванов е роден през 1880 г. в село Ставерци, Оряховско. Като ученик се включва в социалистическото движение. През 1909 – 1921 г. работи като учител – първоночално в села около Оряхово, по-късно в София. Активно пропагандира леви идеи сред учителството.
През 1910 г. оглавява политическото ръководство на миньорска стачка в мини „Плакалница“. По време на Балканската война е мобилизиран в армията. През пролетта на 1913 се ангажира със анти-военна социалистическа агитация срещу Междусъюзническата война. Активно участва в кампаниите на БРСДП (т.с.) срещу включването на България във Първата световна война.
През 1921 г. е избран за общински съветник в София. След Септемврийското въстание e избран за член на ЦК на БКП. Член е на ръководството на софийската организация на партията и много популярен сред членовете ѝ.
Арестуван на 11 февруари 1925 година, изтезаван и удушен ден по-късно. Физическото му убийство е извършено от групата на капитан Кочо Стоянов.